# Thomas Montgomery (Ritter)

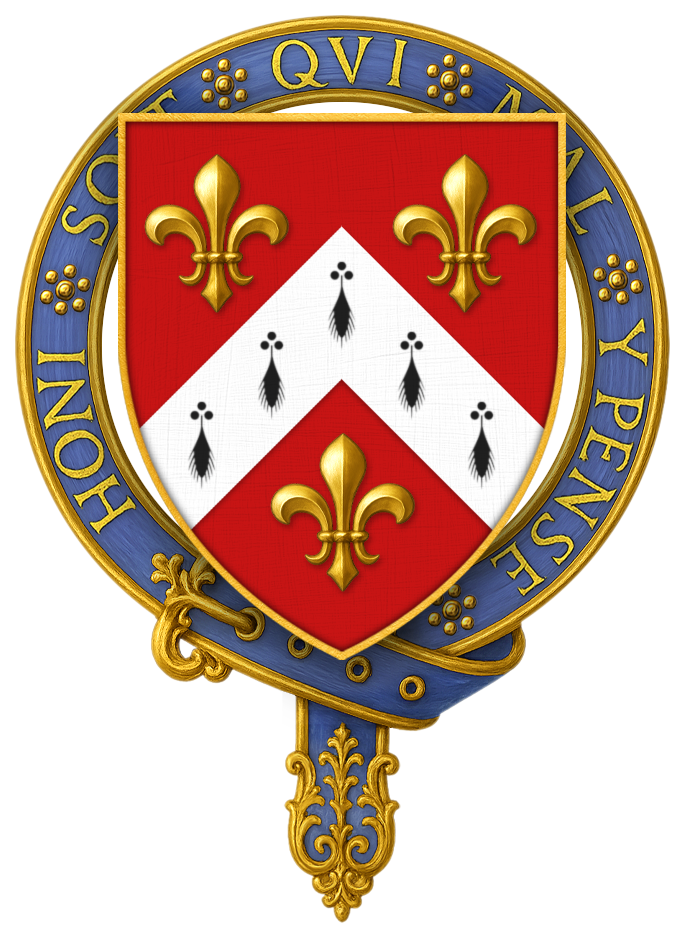
Wappen von Sir Thomas Montgomery, KG

Sir Thomas Montgomery of Faulkborn, KG (* um 1433; † 1495) war ein englischer Ritter.

## Leben
Sir Thomas Montgomery war ein Sohn von Sir John Montgomery und Elizabeth Boteler (auch Butler). Er war Gutsherr von Faulkbourne in Essex.
Er war ein bedeutender und einflussreicher Diplomat und Berater. Montgomery begann seine Karriere unter König Heinrich VI. als Esquire to the Kings Body, Marshall of the Kings Hall und Warden of the Mint in the Tower of London.
Es gelang ihm seine Position auszubauen, weitere wichtige Aufgaben und Ämter zu erlangen und wurde so zum Keeper of the Exchange, Keeper of the Money in the Tower und Warden of the Coinage of Gold and Silver within the Kingdom ernannt.
Sir Thomas war in den Jahren 1461 bis 1490 viermal Sheriff von Norfolk und nahm zwischen 1463 und 1484 als Knight of the Shire für Essex fünfmal an den Sitzungen des Parlaments teil.
Während der Rosenkriege kämpfte Thomas Montgomery für das Haus York 1460 bei der Schlacht von Northampton, bei Towton 1461 und 1471 bei den Schlachten von Barnet und Tewkesbury.
Nach der Schlacht bei Towton am 29. März 1461 wurde Thomas Montgomery durch Eduard IV. zum Knight Bachelor geschlagen.
Obwohl sein Bruder, John Montgomery, für das Haus Lancaster kämpfte und 1462 wegen Verschwörung gegen den König hingerichtet wurde, genoss Sir Thomas das uneingeschränkte Vertrauen König Eduards, und wurde zu einem seiner engsten Vertrauten und einem persönlichen Freund mit großem Einfluss.
Sir Thomas machte eine unvergleichliche diplomatische Karriere und erhielt unzählige wichtige Posten, Aufgaben und Besitztümer durch Eduard IV. So wurde er Kings Counselor und Mitglied im Cabinet (Kabinett), agierte als Unterhändler gegenüber Kaiser Maximilian I., verhandelte mit dem Botschafter des Königs von Ungarn und leitete Gespräche mit Karl dem Kühnen, Herzog von Burgund.
1468 begleitete er Margareta von York, eine Schwester Eduards, zu ihrer Hochzeit mit Karl dem Kühnen nach Flandern.
Sir Thomas wurde zum Steward of Havering-atte-Bower, Steward of Hadleigh Castle, Steward of the Forests of Essex, Constable of Bristol, Captain of Caernarfon Castle, Steward of Hadley und Treasurer of Ireland ernannt.
Während der kurzen zweiten Regentschaft von Heinrich VI. von Oktober 1470 bis Mai 1471, wurde Sir Thomas aufgrund seiner Loyalität zu Eduard IV. sofort inhaftiert. Obwohl es entsprechende Beschlüsse des Parlaments gab, konnte die Enteignung und Beschlagnahme seiner Güter in Realität nicht umgesetzt werden, was in seinem immer noch großen Einfluss begründet gewesen sein mochte.
Die Freilassung von Sir Thomas erfolgte gerade rechtzeitig, so dass er sich im Frühjahr 1471 dem zurückgekehrten und Richtung London marschierenden Eduward IV. anschließen konnte.
1475 begleitete Sir Thomas seinen König auf dessen Frankreichfeldzug und war einer der Unterhändler, die mit König Ludwig XI. den Vertrag von Picquigny aushandelten. Er und die anderen Unterhändler, John Howard, 1. Duke of Norfolk und William Hastings, 1. Baron Hastings, erhielten hierauf von der französischen Krone beträchtliche Beträge und Renten gezahlt.
Sir Thomas war auch mitverantwortlich für die Einigung mit König Ludwig XI. bezüglich der noch in London inhaftierten Margarete von Anjou, die Sir Thomas daraufhin zurück nach Frankreich eskortierte.
Am 4. November 1476 wurde Sir Thomas zum Knight Companion des Hosenbandordens ernannt, seine Investitur fand am 11. Januar 1477 statt. Er nahm an den Ordenstagen der Jahre 1480, 1488 und 1494 teil.
Anne Neville, Duchess of Buckingham bestimmte in ihrem Testament 1480 Sir Thomas zu einem der Vollstrecker.
Im Jahr 1482 erging seitens des Königs ein Erlass, der es Sir Thomas erlaubte, bei Hofe Tuche und Pelz in Purpur und Gold zu tragen, was eine hohe Ehrung darstellte.
Als König Eduard IV. 1483 starb, verfügte er in seinem Testament, dass Sir Thomas einer der Vollstrecker seines letzten Willens sein möge.
Auch zu Richard III. stand Sir Thomas loyal und bewies sich als ein wichtiger Diplomat und Berater. Er wurde zum Knight of the Kings Body und Counselor ernannt und war ein geladener Gast bei Richards Krönungszeremonie.
Richard ernannte Montgomery 1484 zum Botschafter bei Verhandlungen mit dem Herzog von Österreich, und verlieh ihm auf Lebenszeit Güter und Häuser in Earls Colne, Hatfield Broad Oak, Ongar, Harlow und Hingham.
Ob Sir Thomas 1485 an der Schlacht von Bosworth teilnahm, ist nicht eindeutig geklärt, jedenfalls berichtet nur eine Quelle, dass Sir Thomas für Richard III. gekämpft haben soll.
Fakt ist, dass Thomas Montgomery auch unter dem neuen König Heinrich VII. bei Hofe gern gesehen war. So erhielt Montgomery die Ehre bei der Krönungszeremonie Heinrichs das Altartuch über dem Monarchen halten zu dürfen.
Ferner erließ Heinrich eine Verfügung, dass Privilegien, die Sir Thomas durch Eduard IV. erhielt, unverändert Bestand haben sollen.
Sir Thomas Montgomery starb 1495 und wurde in der Lady Chapel der Abtei St. Mary of Graces Abbey auf dem Tower Hill bestattet.
Die besagte Kapelle hatte er selbst zu Lebzeiten erbauen lassen.

## Ehe und Nachkommen
Sir Thomas Montgomery war zweimal verheiratet, in erster Ehe mit Philippa Heron und in zweiter Ehe mit Lora Berkeley. Er hinterließ keine Nachkommen, weshalb sein Neffe John Fortescue seine Ländereien in Essex erbte.